# Mitin

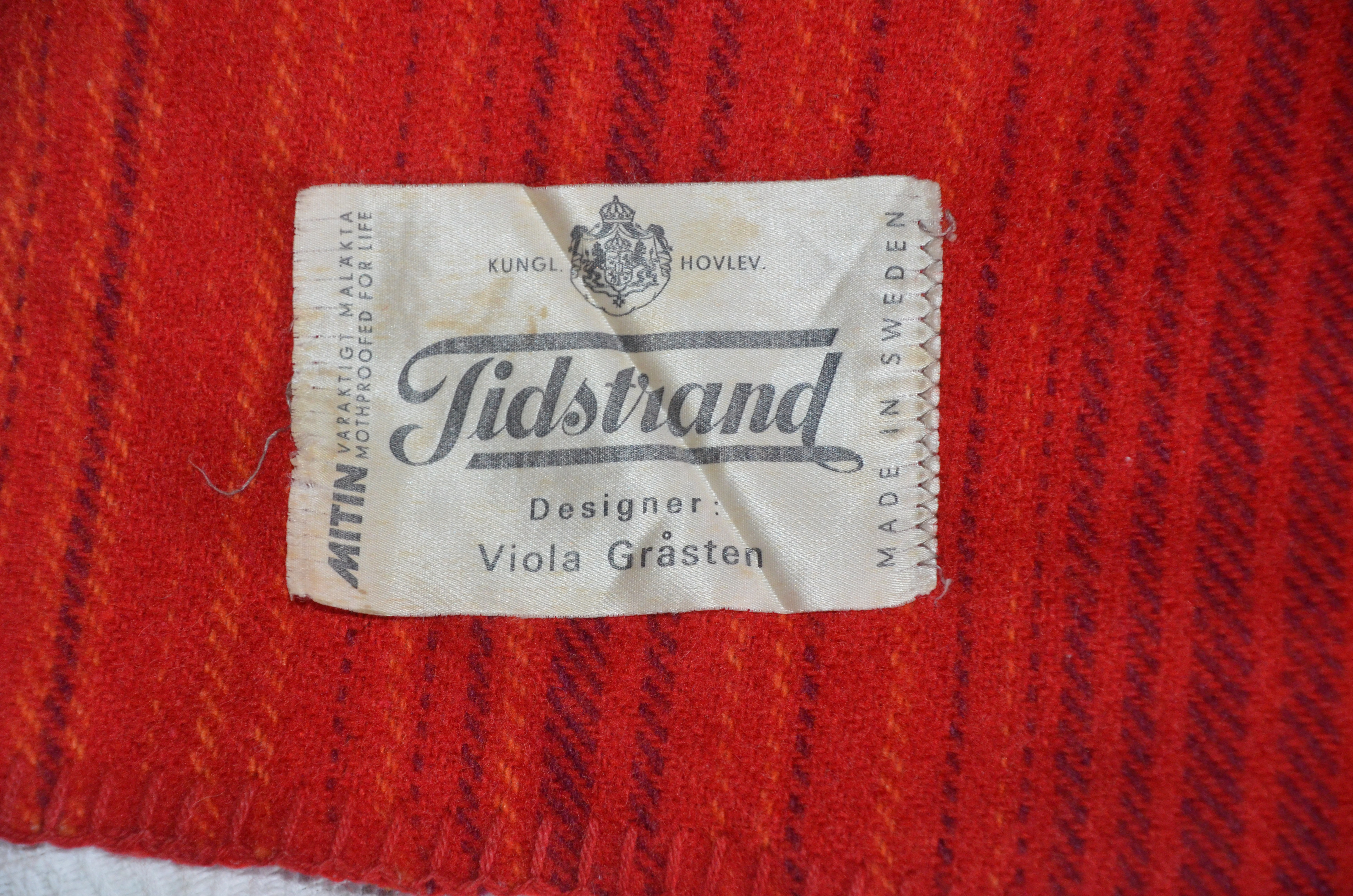
Etikett på Mitin-behandlad pläd designad av Viola Gråsten.

Mitin FF är en biocid med det verksamma ämnet 2-2-(N'-(3,4-Diklorfenyl)ureido)-4-klorfenoxi)-5-klorbensensulfonsyra.´(C19H12Cl4N2NaO5S). Det används för att malsäkra ylle.
Mitin FF patenterades av Ciba-Geigy 1939 och tillverkades i företagets anläggning i Bayonne i Frankrike. Det registrerades i USA första gången 1948 och återregistrerades 1996. Det anses i USA ha låg toxicitet för däggdjur, om det inte intas. I Sverige godkändes Mitin FF första gången 1966, ett godkännande som upphörde 1 januari 1981. En andra Mitin FF-produkt, högkoncentrerad Mitin FF, godkändes i Sverige 1987, ett godkännande som upphörde 1993.

## Verkan
Medlet är avsett att användas mot klädesmal genom att i flytande form blandas med färger i färgbad för ullgarn. Ämnet är, genom att en sulfonsyra-grupp ingår i molekylen, vattenlösligt i kokande vatten och säljs normalt i flytande form. Sulfonsyra-gruppen gör också att Mitin binder till ullen lika starkt som färgmedlet, vilket gör att bekämpningsmedlet stannar kvar i ylleprodukten också efter vatten- eller kemtvätt.
Mitinet förhindrar mallarven att producera det enzym den behöver för att bryta ned sin föda, som är keratin, det protein som ingår i ull.

## Industriell användning av Mitin
Yllegarnet impregneras med Mitin FF tillsammans med färger i färgbadet. Malmedlet tas upp av garnet på liknande sätt som färgämnet, vilket gör att det inte gnuggas eller tvättas bort vid normal rengöring. Användningen i garn till ylleprodukter som plädar och ryamattor har setts som en kvalitets- och prishöjande åtgärd.
Produkter av mitinbehandlat ull har marknadsförts med namnet Mitin, eller genom märkningar som ”malsäkrat”, ”mothproofed for life” eller ”maläkta”.

## Mitin i Sverige
De bekämpningsmedel som efter andra världskriget använts för malimpregnering av ull i textilindustrin – Eulan, Mitin och DDT – är mycket stabila ämnen, vilket påverkat bedömningen av deras farlighet. Senare varianter av Eulan, som Eulan SPA, är fortfarande godkända i vissa EU-länder och Mitin FF är fortfarande godkänt i USA, medan dessa medel ej längre är godkända i Sverige.
Gamla, så kallade "malsäkra", yllefiltar och yllemattor räknas idag i Sverige som farligt avfall. Filtarna får inte slängas som hushållsavfall, utan ska destrueras på särskilt sätt.
Kemikalieinspektionen avråder numera från att ha sådana äldre ylleprodukter i direkt kontakt med huden under lång tid och att undvika att barn använder dem.